# Nicolau de Württemberg
Nicolau de Württemberg (1 de março de 1833 - 22 de fevereiro de 1903) foi um oficial no exército do Império Austríaco.

## Primeiros anos e família
O duque Nicolau nasceu em Carlsruhe, no Reino da Prússia, uma cidade que actualmente pertence à Polónia. Foi o segundo filho do segundo casamento do duque Eugénio de Württemberg com a princesa Helena de Hohenlohe-Langenburg. Guilherme tinha três meios irmãos do primeiro casamento do pai com a princesa Matilde de Waldeck e Pyrmont.

## Carreira militar
Depois de frequentar o liceu em Breslau e de estudar na Universidade de Hanôver, Nicolau entrou para a marinha austríaca e depois no exército austríaca. Em 1860, chegou à posição de major, em 1864 participou na Segunda Guerra do Schleswig e, em 1866, na Guerra Austro-Prussiana.
Depois viajou para Espanha e para o norte de África. A partir de 1877, tornou-se major-general e brigadeiro-general em Cracóvia e em 1882 passou a ser tenente e comandante de divisão em Komarno.

## Casamento
A 8 de maio de 1868, Nicolau casou-se em Carlsruhe com a duquesa Guilhermina de Württemberg, filha do duque Eugénio Guilherme de Württemberg e da princesa Matilde de Schaumburg-Lippe. Guilhermina era filha mais velha do meio-irmão de Nicolau. Não tiveram filhos.

## Últimos anos
A partir de 1888 o duque Nicolau passou a viver em Carlsruhe, onde se dedicou à agricultura e florestas e estudou a indústria da pesca. Como membro da Casa de Württemberg, em 1855 passou a ter um lugar nos Estados de Württemberg.
Nicolau morreu a 22 de fevereiro de 1903. Com a sua morte, o terceiro ramo da Casa de Württemberg (Carlsruhe) extinguiu-se. O seu funeral realizou-se a 27 de fevereiro de 1903. Segundo o seu testamento, Carlsruhe passou para o rei Guilherme II, que deteve o território até à sua morte em 1921, e começou a passar várias semanas de férias na cidade. Após a morte do rei, Carlsruhe e a liderança da Casa de Württemberg passaram para o duque Alberto.

## Genealogia
| Nicolau de Württemberg | Pai: Eugénio de Württemberg         | Avô paterno: Eugénio Frederico de Württemberg      | Bisavô paterno: Frederico II Eugénio, Duque de Württemberg |
| Nicolau de Württemberg | Pai: Eugénio de Württemberg         | Avô paterno: Eugénio Frederico de Württemberg      | Bisavó paterna: Frederica de Brandemburgo-Schwedt          |
| Nicolau de Württemberg | Pai: Eugénio de Württemberg         | Avó paterna: Luísa de Stolberg-Gedern              | Bisavô paterno: Cristiano Carlos de Stolberg-Gedern        |
| Nicolau de Württemberg | Pai: Eugénio de Württemberg         | Avó paterna: Luísa de Stolberg-Gedern              | Bisavó paterna: Leonor de Reuss-Lobenstein                 |
| Nicolau de Württemberg | Mãe: Helena de Hohenlohe-Langenburg | Avô materno: Carlos Luís I de Hohenlohe-Langenburg | Bisavô materno: Cristiano Alberto de Hohenlohe-Langenburg  |
| Nicolau de Württemberg | Mãe: Helena de Hohenlohe-Langenburg | Avô materno: Carlos Luís I de Hohenlohe-Langenburg | Bisavó materna: Carolina de Stolberg-Gedern                |
| Nicolau de Württemberg | Mãe: Helena de Hohenlohe-Langenburg | Avó materna: Amália de Solms-Baruth                | Bisavô materno: João Cristiano II de Solms-Baruth          |
| Nicolau de Württemberg | Mãe: Helena de Hohenlohe-Langenburg | Avó materna: Amália de Solms-Baruth                | Bisavó materna: Frederica Luísa de Reuss-Köstritz          |